# Nessos-Maler

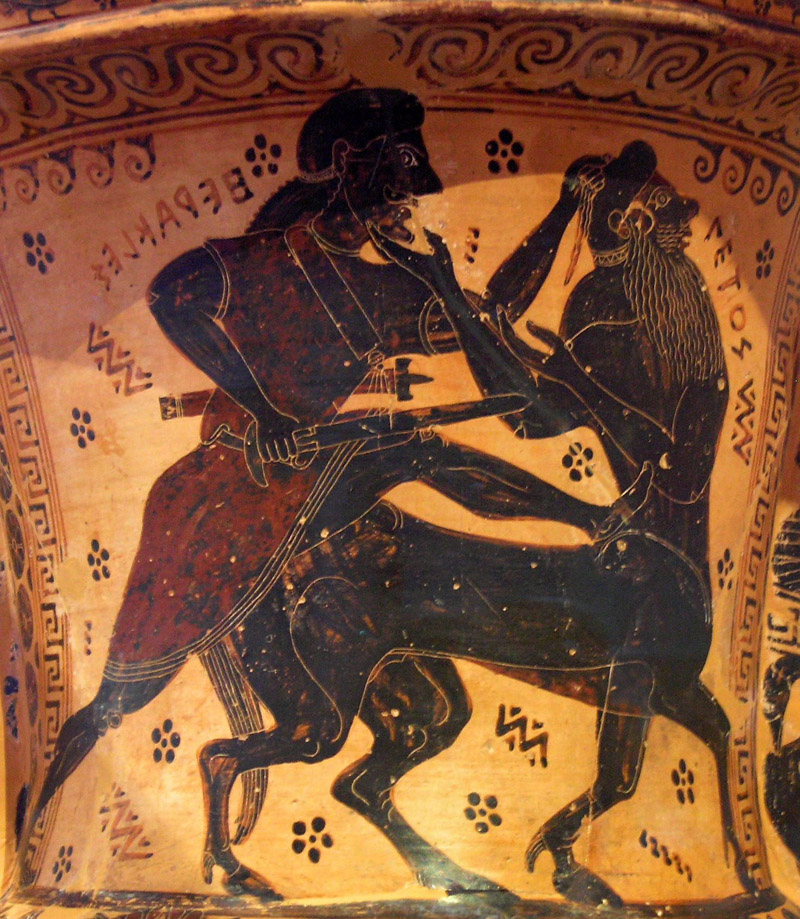
Athen, Nationalmuseum 1002: Namenvase des Nessos-Malers

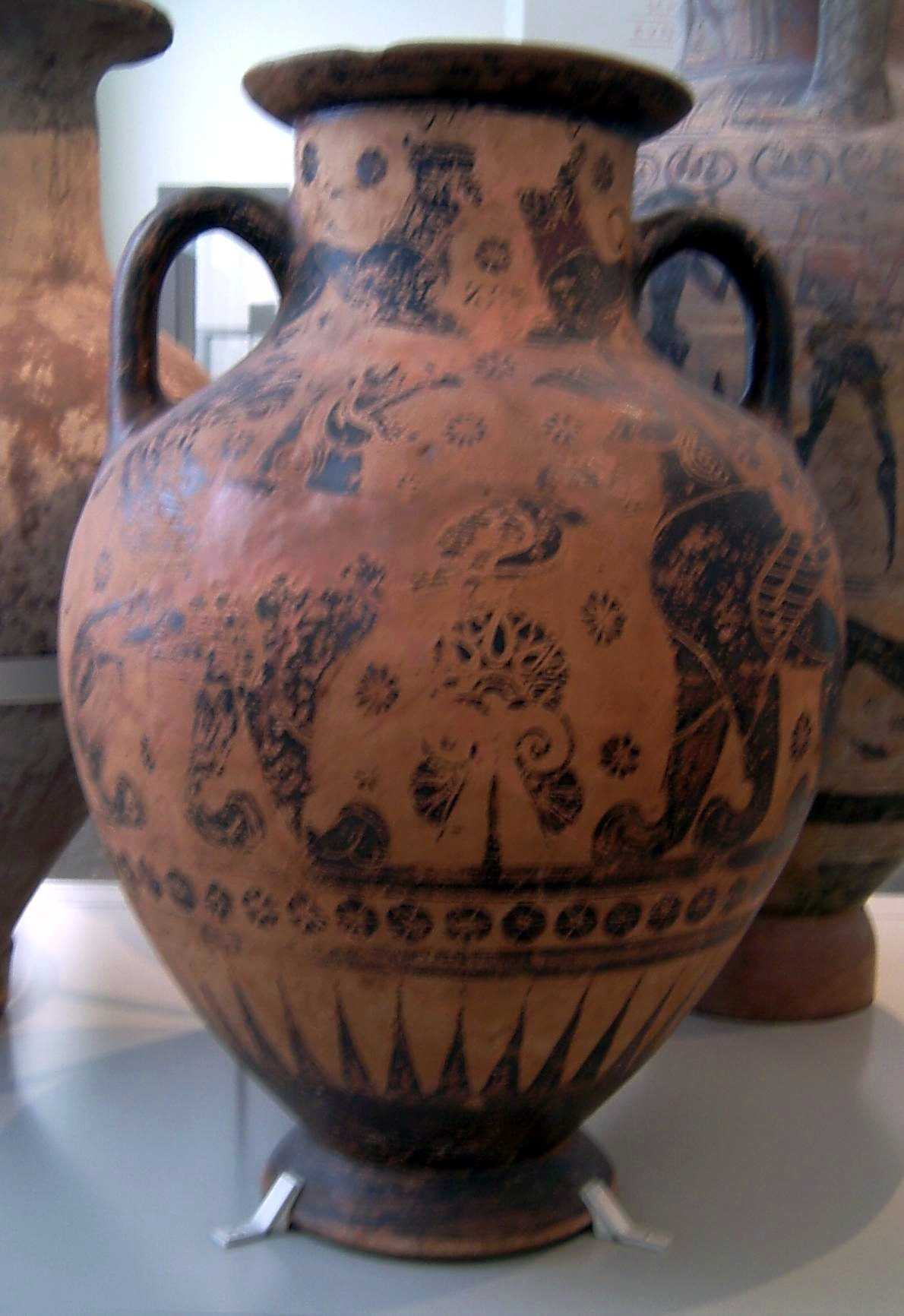
Greifenpaar beiderseits eines Palmettenbaus mit Eule, darüber ein Pantherpaar am Hals, Große Bauchamphora 1961.7, um 610/600 v. Chr., Antikensammlung Berlin

Der Nessos-Maler, häufig Nettos-Maler genannt, war ein Pionier der attischen schwarzfigurigen Vasenmalerei. Er gilt als erster Athener Vasenmaler des neu aus Korinth übernommenen Stils, der ein eigenes Profil entwickelte und Neuerungen im Stil einführte. Er war zwischen 620 und 600 v. Chr. aktiv.
„Nessos-Maler“ ist ein Notname. Er leitet sich von einer namensgebenden Vase, der Nessos-Amphora, ab. Auf dem Hals der Amphora, die sich heute im Athener Nationalmuseum befindet, stellte der Maler Nessos im Kampf gegen Herakles dar. Beschriftet ist die Figur mit Netos. John D. Beazley, der Grundlagenforscher der attischen Vasenmalerei, gab ihm daraufhin den Namen in der vollständigen attischen Dialektform Nettos-Maler. Andere Forscher bevorzugen die Koine-Version Nessos-Maler. Später wurde er aufgrund von neuen Funden in Athen und einem ländlichen Friedhof mit dem als Chimeira-Maler (Chimavera-Maler) bekannten Maler von Tiermotiven aus derselben Zeit identifiziert. Beazley gab ihm daraufhin den Namen Chimeira und Nettos-Maler, der sich allerdings nicht durchsetzen konnte.
Seine frühen Werke erinnern vor allem in der Verwendung der protokorinthischen Füllornamente noch stark an die des Malers von Berlin A 34. Doch bei seiner Namenvase stellte er das Ornamentband, das selbst die zu der Zeit noch tonangebenden Korinther noch in Umrisszeichnung wiedergaben, in der neuen schwarzfigurigen Malweise wieder. Im Laufe der Zeit übernahm er auch die durch Ritzungen gegliederten verzierenden Rosetten von den Korinthern. Damit kann man davon ausgehen, dass er im letzten Viertel des siebten vorchristlichen Jahrhunderts, in der Zeit des Übergangs vom protokorinthischen zum frühkorinthischen Stils tätig war. Er verzichtete zwar nicht völlig auf die traditionellen Umrisszeichnungen, doch durch die Einführung von zwei bis sogar drei Ritzlinien führte er eine neue Detailschärfe ein. Massive Körper werden durch diese Ritzungen – etwa bei Locken, Federn oder Schuppen – aufgelockert. Das war nicht zuletzt wegen der großen Ausmaße seiner Bildträger – beispielsweise eines Skyphos-Kraters mit einer Höhe von 1,10 Meter – auch nötig.
Der Nessos-Maler gilt als der Vertreter, dem es gelang, die klassische attische Vasenmalerei und den neuen korinthischen Stil zu verbinden. Seine Motive sind häufig Tiere oder mythologische Gestalten und Szenen. Selten verwendet er weiße Deckfarbe, mag aber Rot sehr gern. Möglicherweise hat das mit der aus der ägyptischen Kunst übernommenem Kennzeichnung von weiß = weiblich und rot = männlich zu tun. Noch bis zum Ende des schwarzfigurigen Stils wurde weiße Gesichtsfarbe zur Kennzeichnung weiblicher Gesichter benutzt.